# Médaille de la Famille française
La Médaille de la Famille française (en español: Medalla de la Familia Francesa) es una condecoración otorgada por el gobierno de Francia para honrar a aquellos que han criado con éxito a varios niños con dignidad. La decoración fue creada por un decreto del 26 de mayo de 1920, bajo el nombre de Médaille d'honneur de la famille française, con el objetivo de honrar a las madres de familias numerosas. Aunque la medalla premia a aquellos con familias numerosas, los niños deben ser "criados bien" y los mayores deben tener al menos 16 años. Las recomendaciones o solicitudes para el premio deben depositarse en el ayuntamiento local. Luego se realiza una investigación sobre la familia. Si la consulta informa positivamente, la decisión final sobre si otorgar el premio pertenece al prefecto del departamento.

## Historia
La decoración fue creada por un decreto del 26 de mayo de 1920, bajo el nombre de Médaille d'honneur de la famille française (Medalla de Honor de la Familia Francesa) con el objetivo de honrar a las madres de familias numerosas. El texto del decreto sufrió varios cambios antes de ser completamente reformado por un decreto del 28 de octubre de 1982, que renombró la decoración Médaille de la Famille française (Medalla de la Familia Francesa ). Este decreto entró en vigencia el 1 de enero de 1983 y fue completado por un arrêté (orden administrativa) del 15 de marzo de 1983. La reforma abrió el premio de la decoración a los padres o cualquier otra persona que haya criado a varios niños de manera adecuada: por ejemplo, el sacerdote católico Père Mayotte, cura de la parroquia de Randan, Puy-de-Dôme, recibió el premio en reconocimiento de criar a los seis hijos de su ama de llaves, una viuda que murió repentinamente. 

## Condecoración
Existen tres clases de medallas: bronce para quienes crían a cuatro o cinco hijos, plata para padres de seis o siete hijos y oro para quienes tienen ocho o más hijos. También se otorga una medalla de bronce a las madres viudas de tres hijos cuyos esposos han muerto en acción. El hijo mayor del destinatario debe tener al menos dieciséis años. La medalla está decorada con las palabras "Famille Française" ("Familia francesa") y una imagen modernista de una pareja y sus hijos. Las palabras "République Française" ("República Francesa") están inscritas en el reverso. La cinta se divide verticalmente en tres partes iguales, las dos exteriores son rojas y las verdes interiores. Los beneficiarios de medallas de plata y oro también reciben una roseta en los mismos colores. 

## Condiciones
Las recomendaciones o solicitudes para el premio deben depositarse en el ayuntamiento local. Luego se realiza una investigación sobre la familia. Si la consulta informa positivamente, la decisión final sobre si otorgar el premio pertenece al prefecto del departamento. Si bien el premio siempre ha estado abierto a madres que crían familias solas, y a otros padres solteros y tutores legales desde las reformas de 1982, esto se aplica solo en casos de viudez o abandono: la medalla solo se otorga a padres divorciados en las circunstancias más excepcionales. La medalla se puede otorgar a título póstumo, siempre que la solicitud se realice dentro de los dos años posteriores a la muerte del destinatario.